# Falsepilysta guttata
Falsepilysta guttata es una especie de escarabajo longicornio del género Falsepilysta, tribu Apomecynini, familia Cerambycidae. Fue descrita científicamente por Aurivillius en 1924.
Se distribuye por Asia: Filipinas. Mide 9-11 milímetros de longitud. El período de vuelo ocurre en los meses de marzo y abril.